# ITV3
ITV3 is een amusementszender in het Verenigd Koninkrijk. Hij is in handen van ITV plc en zendt vooral oude dramaseries uit. In bepaalde opzichten is deze zender een voortzetting van het vroegere Granada Plus.
De zender ging de ether in op 1 november 2004 om negen uur 's avonds. Hij is te bekijken via Freeview, kabel (NTL/Telewest) en digitale satelliet (Sky Digital). De zender was vanaf de start ook beschikbaar op NTL Ireland (het latere UPC Ireland), maar werd op 22 maart 2006 uit het aanbod geschrapt.
ITV3 richt zich vooral op mensen boven de 35 jaar. ITV hoopte hiermee, samen met extra investeringen in ITV2, zijn niet-terresteriële winst binnen vijf jaar te verdrievoudigen. In een poging hogere waarderingscijfers voor het kanaal binnen te halen, kocht ITV de exclusieve rechten op een aantal nieuwe en soms populaire Amerikaanse dramaseries, zoals Numb3rs en Law & Order: Trial by Jury.